# Mont Corbeau
Le mont Corbeau, culminant à 2 334 m, est un sommet de France situé en Haute-Savoie, dans le massif du Mont-Blanc, au-dessus du hameau des Bossons.

## Toponymie
Le sommet du mont Corbeau constitue le point culminant d'une arête qui comporte également l'antécime du Bec du Corbeau au nord-ouest du sommet principal. L'ubac de cette arête est appelé « montagne de la Côte » ; le hameau de la Côte étant situé à ses pieds.
Sur la carte d'état-major datant du XIXe siècle, le mont Corbeau est appelé « aiguille de la Tour ».

## Géographie

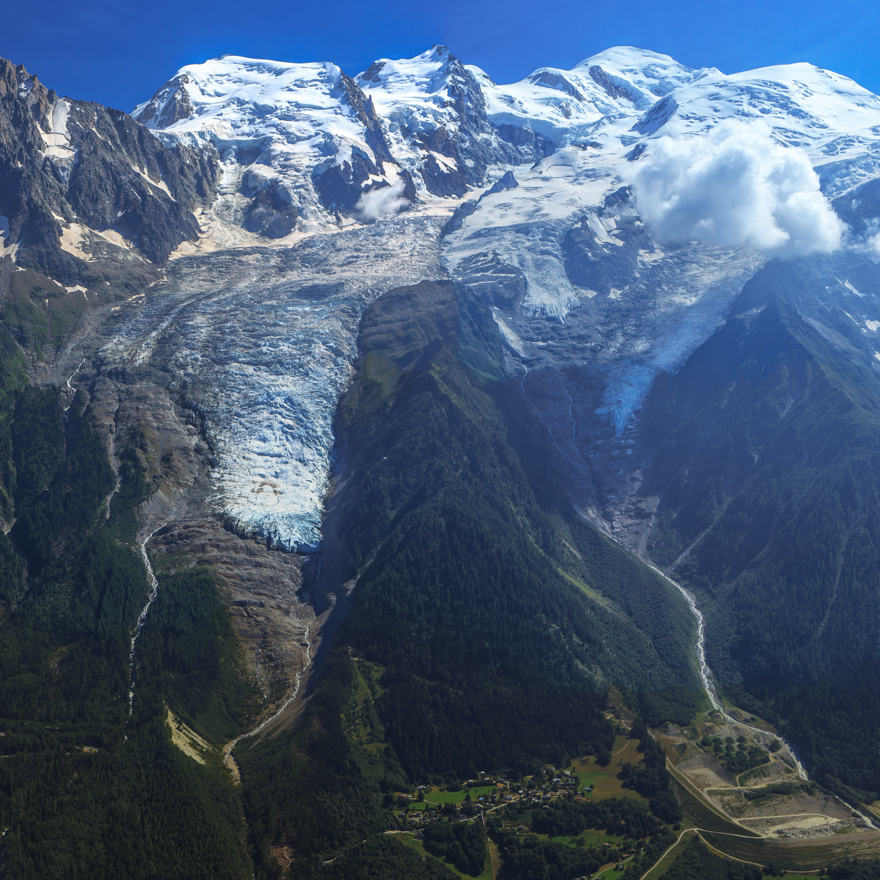
Vue depuis le Brévent au nord du mont Corbeau au centre encadré par le glacier des Bossons à gauche et celui de Taconnaz à droite ; sur la ligne de crête à l'horizon se trouvent de gauche à droite le mont Blanc du Tacul, le mont Maudit et le mont Blanc.

Dominant la vallée de Chamonix et notamment le hameau des Bossons au nord, le mont Corbeau est encadré à l'est par le glacier des Bossons et au sud-ouest par celui de Taconnaz, sous les Grands Mulets situés au sud. Il culmine à 2 334 mètres d'altitude, soit plus de 1 300 mètres au-dessus du fond de la vallée mais 250 mètres plus bas que les derniers terrains libres de glace au lieu-dit de la Jonction, au contact du glacier des Bossons juste au sud.
Le mont Corbeau est constitué de gneiss à l'image de l'ubac du massif du Mont-Blanc dans la vallée de Chamonix

## Histoire
La montagne de la Côte est gravie par Michel Paccard et Jacques Balmat lors de la première ascension fructueuse du mont Blanc en 1786,,. À cette occasion, ils bivouaquent le soir du 8 août sur la montagne, au-dessus du sommet du mont Corbeau, juste avant les glaces des Bossons, au lieu-dit appelé désormais « gîte à Balmat »,.

## Ascension

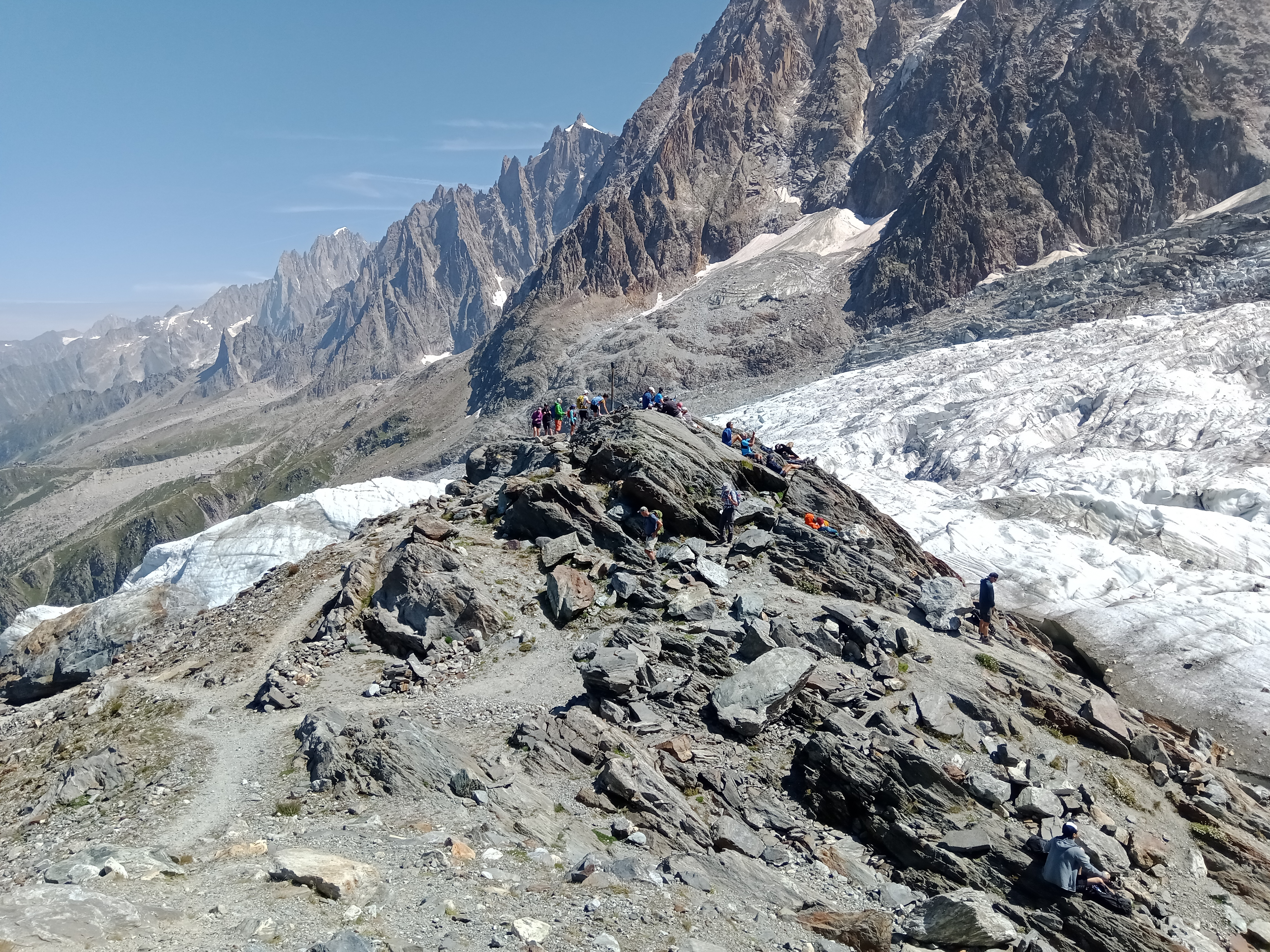
La Jonction, point le plus élevé libre de glaces sur la montagne de la Côte, face au glacier des Bossons.

Le sommet du mont Corbeau en lui-même n'est pas accessible par un sentier de randonnée. Toutefois, il en existe un qui passe juste sous le sommet, en balcon au-dessus du glacier des Bossons. Ce sentier démarre du hameau des Bossons dans la vallée de Chamonix pour gagner la Jonction, lieu-dit situé au sommet de la montagne de la Côte, au contact du glacier des Bossons, via le chalet des Pyramides. Démarrant à 1 050 mètres d'altitude, l'ascension jusqu'à la Jonction mène à 2 589 mètres d'altitude, soit plus de 1 500 mètres de dénivelé ; elle peut être raccourcie de 350 mètres de dénivelé en empruntant le télésiège du Glacier des Bossons,, qui mène au chalet du même nom à environ 1 400 mètres d'altitude.
En dépit de son dénivelé important et de la forte déclivité, cette ascension reste très populaire et constitue un classique pour certains,,. Toutefois, un certain nombre de randonneurs s'arrêtent ou font halte au chalet des Pyramides situé à environ 1 900 mètres d'altitude, au milieu de la montagne de la Côte.